# BBC Вокруг света с Майклом Пейлином
«Вокруг света с Майклом Пейлином» — 10-серийный документальный телевизионный сериал 1997 года, выпущенный телеканалом Би-би-си. Представленный Майклом Пейлином из Монти Пайтон, «Вокруг света» стал третьим из серии программ, в которых Пэйлин совершал необычные и интересные путешесствия. Первая называлась «Вокруг света за 80 дней с Майклом Пэйлином», сериал из 7 эпизодов, впервые транслировавшийся на BBC One в 1989 году, а вторая — «От полюса до полюса c Майклом Пейлином», 8-серийный фильм, показанный в эфире BBC One в 1992 году.
Сериал представляет 10-месячное, 50 000-мильное (80 000 км) путешествие, предпринятое Пейлином и съёмочной группой по побережью Тихого океана в 1995 и 1996 годах, начиная с островов Диомиды между Аляской и Россией в Беринговом проливе. Цель его заключалась в том, чтобы совершить кругосветное путешествие против часовой стрелки по странам тихоокеанского побережья и вернуться на острова Диомеды, но из-за плохой погоды он не смог вернуться на острова в конце своего пути. Он был в двух милях от завершения полного круга. Пейлин путешествовал через Россию, Японию, Южную Корею (им разрешалось не везде путешествовать по Северной Корее), Китай, Вьетнам, Филиппины, Малайзию, Индонезию, Австралию, Новую Зеландию, Чили, Боливию, Перу, Колумбию, Мексику, США и Канаду.
Пейлин также написал путеводитель, основанный на сериале, который был опубликован одновременно с первой трансляцией. Эта книга содержала как текст Пейлина, так и много фотографий Бэзила Пао, фотографа из команды. Бэзил Пао также выпустил свою книгу с фотографиями, сделанными им во время путешествия — «Вокруг света — фотографии», Большая настольная книга, напечатанная на глянцевой бумаге.

## Эпизоды
Программа состоит из 10 эпизодов, каждый из которых длится по 50 минут. В отличие от первых двух путешествий Майкла Пейлина, эпизоды не носили имена, а просто пронумерованы.

### Эпизод 1: Аляска/Россия
Майкл начинает своё путешествие по берегу Тихого океана с маленького острова Диомида на Аляске, в надежде вернуться туда через год. Прибыв в Ном, он посещает «Золотые Пески Нома». Затем Майкл отправляется на Кадьяк, но задерживается на пару дней из-за тумана и пропускает рейс, который он планировал с береговой охраной США на западный остров Атту. Тем не менее, он действительно мельком видит бурого медведя кадьяка. Майкл и его команда находят альтернативу: они успевают на последний рейс компании Alaska Airlines из Анкориджа в Петропавловск-Камчатский в России. Прибыв на полуостров Камчатка, он встречает своего гида Игоря Носова и его помощников. Они садятся на вертолёт и снимают с высоты Кроноцкий заповедник, в котором наблюдают несколько действующих вулканов, а также северных оленей. Переезжая в город Магадан, он посещает старый лагерь ГУЛАГ. Во Владивостоке он наблюдает за некогда мощным Тихоокеанским флотом и получает возможность исполнить «Полюшко-поле» с ансамблем Тихоокеанского флота.

### Эпизод 2: Япония/Корея
Майкл начинает свою серию в Японии на острове Садо, где он встречает известных барабанщиков Kodō. Он участвует в утренней пробежке с барабанщиком, а затем делает снимок на самом большом барабане. Затем он отправляется в Токио, где встречается с Маюми Нобецу, японским поклонником Монти Пайтон. Они путешествуют по району Асакуса, где решают сделать ставку на скачках. Майкл и Маюми срывают куш благодаря лошади по кличке Super License. Позже они ужинают в ресторане, специализирующемся на гольцах, которых отпаивали в саке, популярном японскмм рисовмм вине. После этого они попадают на панк-рок концерт в парке Ёёги. Сев на Синкансэн до Фукуямы, он медитирует, используя технику в Дзэн в храме Buttsu-ji. В зале медитации Дзэндо он поражен кэйсаку, который используется, чтобы предотвратить убаюкивание медитирующих. В Нагасаки он посещает Хёйс-тен-Бос, голландский тематический парк, который символизирует старые торговые связи с голландцами.
После того, как он сел на паром в Пусан в Южной Корее, он встречается с Син-на, журналистом из столицы — Сеула. Син-на объясняет ему, что между корейцами и японцами всё ещё существует вражда, которая заключается в том, что большинство японских культурных ценностей до сих пор запрещены в Корее. Затем они с Майклом стали свидетелями митинга против неприкосновенности генералов во время судебного преследования по поводу кровавой резни в Кванджу в начале 1980-х гг. (примерно через 3 месяца после того, как Майкл покинул Сеул, генералы были привлечены к ответственности и заключены в тюрьму) В зале бракосочетания Южного Сеула Пейлин и Син-на посещают свадебную церемонию. Майкл замечает, что число традиционных корейских браков сокращается. Вскоре после этого Пейлин сталкивается с первым препятствием на своём пути: Северная Корея. Он может ехать только с группой иностранных туристов (корейцев не пускают) во главе с одним из американцев, дислоцированных на демилитаризованной зоне. Затем он пересекает границу в объединённой зоне безопасности в Пханмунджоме на севере; однако он не может рисковать продвигаться дальше по территории, не будучи застреленным или арестованным. Грустный и подавленный, Майкл смотрит на Северную Корею и заявляет, что Северная и Южная Корея на самом деле не две отдельные нации, что это одна нация, расколотая надвое против своей воли.

### Эпизод 3: Китай
Прибыв в Китай в портовый город Циндао, Майкл заселяется в Welcome Guest House, где Мао Цзэдун однажды провел месяц прямо перед печально известным большим скачком. Майклу делают массаж на улицах Циндао, он посещает винодельню в горах Лаошань, где пробует китайское Шардоне. Затем он поднимается на гору Тайшань, одну из пяти священных гор даосизма. В поезде до Шанхая, он замечает, как изменились китайские поезда со времён «Вокруг света за 80 дней» в 1988 году. Прибыв в Шанхай, он обнаруживает магазин Харви Николса. Майкл берёт перерыв, чтобы потанцевать с одной из местных жительниц. Он узнаёт, что Вайтань, давний экономический и деловой центр города (даже когда он в последний раз посещал), был захвачен районом Пудун. Взяв маршрут по реке Янцзы, он рассматривает сооружение «Три ущелья» и отмечает, как много территории будет затоплено после завершения строительства в 2009 году. В большом городе Чунцин за обедом он болтает с выпускником университета о современном устройстве китайского общества. Оттуда Майкл направляется на юг в Гуйян, а затем на землю народа мяо, национального меньшинства. Некоторые люди в деревне мяо отмечают, что Майкл — первый западный человек, которого они когда-либо видели, а также тот факт, что у него большой нос. Оттуда он садится на автобус до Пинсяна и Ворот Дружбы на вьетнамской границе.

### Эпизод 4: Вьетнам/Филиппины
Майкл прибывает во Вьетнам, где наблюдает за местным крикетным матчем в столице Ханой, хотя Би-би-си не разрешали там снимать, поскольку Майкл посещал землю, принадлежащую вьетнамским военным, и это считалось риском для государственной безопасности. Майкл также наблюдает Хоало, печально известную тюрьму для американцев во время войны во Вьетнаме. Сев на поезд, идущий на юг в Хошимин, он делает остановку в Хюэ и Forbidden Purple City, Старом императорском дворце. В Da Nang Майкл нежится на китайском пляже и знакомится с 16-летним парнем, который показывает ему достопримечательность, известную как Врата в рай. В Хошимине он посещает туннели Củ Chi, которые вьетнамские военные использовали во время всех конфликтов в пределах своих границ. В соседнем Тэйнине он посещает собор Caodaist. Затем он садится на паром до конца реки Меконг.
На Филиппинах Майкл замечает, как перегружено движение в столице Маниле. Затем он общается с несколькими женщинами, которые ездят заграницу на работу, чтобы помогать своим семьям. Затем Майкл пользуется возможностью понаблюдать за рисовыми террасами Банауэ. Однако, когда он добирается туда, густой туман мешает ему увидеть террасы, вызывая раздосадованный и недоверчивый смех. В Багио Майкл становится свидетелем двух необычных процедур (ассистируя в одной из них), известных как психологическая хирургия. В южной части страны Майкл получает несколько уроков подводного плавания и даже ужинает под водой. В Замбоанге он посещает петушиные бои, а также участвует в конкурсе красоты Miss La Bella Pacifica в качестве члена жюри. После этого он путешествует на маршрутном такси по улицам города в ожидании парома, который доставит его на Борнео.

### Эпизод 5: Малайзия/Индонезия
После небольшого ожидания Майкл садится на паром через печально известное море Сулу к северному краю Борнео. Там он посещает реабилитационный центр для орангутанов. Оттуда Майкл отправляется на юг в Кучинг в Сараваке, где когда-то правили так называемые Белые раджи. Затем он отправляется вглубь, в длинный дом, где живут Iban people. Он общается с бывшими охотниками за головами и принимает участие в специальном празднике в честь самого высокопоставленного члена племени в малайзийском правительстве.
После этого он отправляется на юг, на остров Ява в Индонезии. Из Джакарты он едет на восток со своим гидом на чайную плантацию, где пробует чай и помогает собирать чайные листья. Затем они посещают кукольный спектакль wayang kulit. В культурном центре Джокьякарты они пробуют дуриан, имеющий дурную славу из-за своего специфического запаха фрукт. Затем они осматривают буддийский храм в Боробудуре и поднимаются на гору Бромо. В Сурабае на восточном побережье Явы они сталкиваются с первыми крупными трудностями с транспортом со времен Аляски. Будучи не в состоянии найти судно, чтобы перевезти их через море в Дарвин, они соглашаются на то, которое доставит их на восток Явы.
- В интервью к DVD Майкл утверждает, что, находясь в Кучинге, он узнал, что его жене Хелен нужна операция по удалению опухоли головного мозга. Майкл вернулся в Лондон из Индонезии, провел с ней несколько дней, а затем полетел в Австралию, чтобы продолжить свой тихоокеанский поход.

### Эпизод 6: Австралия/Новая Зеландия
Пейлин начинает с Дарвина, где он ловит грузовик вниз в город Катерин. Там он посещает крокодиловую ферму и помогает высиживать несколько яиц. (Пейлин хотел, чтобы камера сфокусировалась на том факте, что он держал в руках детеныша крокодила в течение пяти секунд) Неподалеку он осматривает реабилитационный центр для животных. Ниже, у Кингс-Крик он участвует в захватывающей охоте на верблюдов, в результате которой Пейлин получает одного из них. Далее в Алис-Спрингс он садится на поезд Ган до Аделаиды, где участвует в Desperate and Dateless Ball. Затем он принимает участие в гонке на быках, где финиширует вторым. По пути в Сидней он получает эпизодическую роль в популярной мыльной опере «Домой и в путь».
В Окленде, Новая Зеландия, он садится на поезд до города Каикоура. Там он участвует в церемонии инициации маори, где он произносил речь и пел песню, которую он узнал в Шрусбери. Затем Пейлин отправляется в гору Кука и Куинстаун для занятий альпинизмом и рафтингом. После он наблюдает за банджи-джампингом и беседует с Аланом Джоном Хакеттом, родоначальником этого вида спорта. Затем Пейлин отправляется на юг в Университет Отаго в Данидине, где его застают в середине подготовительной недели. Теперь Пейлин достиг середины — по крайней мере, на суше — кругосветного путешествия.

### Эпизод 7: Чили/Боливия
Вторая половина путешествия начинается на мысе Горн, Пейлин исследует край континента Южная Америка. Он путешествует по южным островам Чили до города Пунта-Аренас. Он возобновляет старое знакомство со своим проводником из «От полюса до полюса» и возвращается к статуе Фердинанда Магеллана с индейцем, чей палец он целовал, чтобы получить благословение на безопасное путешествие. Путешествуя по островам, он посещает национальный парк Торрес-дель-Пайне и могилу английского исследователя, который покончил с собой в этом районе. На острове Чилоэ он общается с американским иммигрантом, который рассказывает о возможном существовании ведьм на острове. Затем он посещает местное барбекю, на котором были танцы и Пейлин попробовал сыграть на челюсти лошади. К северу от Сантьяго он отмечает мемориал жертвам государственного переворота 1973 года. Проезжая через пустыню Атакама, Пейлин достигает самой высокой точки за свою жизнь. На крупнейшем в мире медном руднике в Чукикамате Пейлину выпала честь вести отсчет до детонации шахтного взрыва. В северном городе Арика он садится на одновагонный поезд до Ла-Паса в Боливии. Всё идет гладко до тех пор, пока они находятся в пределах досягаемости Ла-Паса, далее поезд имеет странный сход с рельсов. После нескольких попыток вернуть поезд на линию, их труды увещеваются успехом, и в конечном итоге команда достигает боливийской столицы в темноте ночи.

### Эпизод 8: Боливия/Перу
В городе Копакабана Пейлин посещает мастеров папирусных лодок на берегу озера Титикака. Пересекая границу Перу, он болтает с дамой, которая надеется попасть на Yavari, столетний корабль, снова выходящий в плавание. В Куско он прибывает в середине праздника Тела и Крови Христовых. Затем он отправляется к самому знаменитому наследию империи Инков — затерянный город Мачу-Пикчу. Кроме того, он посещает соседнюю деревню потомков инков. Затем он садится на поезд до Кильябамбы, а после уезжает в Китени, где встречает владельца местного паба, который подняться пойти с Майклом вверх по реке Урубамба. День или два спустя, проведённые за парусным спортом и изучением местных птиц, они достигают каньона Pongo de Mainique. Вскоре после этого они останавливаются на привал и разбивают лагерь на ночь. Пейлин позже утверждал, что этот каньон стал его любимым местом для путешествий.

### Эпизод 9: Перу/Колумбия
Пейлин и его гид приближаются к деревне племени мачигенга, где проходит праздник Святого Иоанна Крестителя. Пейлин становится зрителем мужского и женского футбольных матчей. Затем он пробует напиток, приготовленный из растения юкка. Вернувшись на Урубамбу, Пейлин в конце концов добирается до северного города Икитос. Здесь располагается район, наполненный множеством магазинов. Пейлин посещает один из них, где женщина производит сигареты. Затем он делает затяжку впервые за долгое время. После небольшого ожидания Майкл осуществляет мечту, сняв лодку на реке Амазонке.
Богота (Колумбия), как выразился Пейлин, «торгует одними джунглями в обмен на другие». С гидом он узнает, почему колумбийская столица является одним из самых опасных мест на планете. Оказывается, что большая часть проблем связана с незаконным оборотом наркотиков в стране. Затем он едет по Bullet Street, возможно, самой жестокой улице в городе. Здесь в машину Пейлина и его проводника бросают камни. Затем он предлагает своему спутнику пообедать, однако его гид отказывается, заявляя, что ресторан, в который он собирается, принадлежит отцу известного наркоторговца. Пейлин, однако, настаивает на своём, и ему выпала возможность взять интервью (на испанском языке) у владельца ресторана, Дона Фабио. Продолжая двигаться на север, он посещает изумрудный рудник, где встречает некоторых рабочих. Затем он отправляется в Картахену, там садится в автобус для вечеринок, отмечая окончание своих девяти недель на южноамериканском континенте.

### Эпизод 10: Мексика/запад США/Канада/Аляска
В Мехико Пейлин посещает матч Луча Либре и слушает живое исполнение мариачи. На следующий день он наблюдает тёмную сторону города, например, митинг против граффити, который возглавляет борец луча либре по имени Супер Баррио. В небольшой деревне за пределами Керетаро он помогает девушке приготовить тортильи. Затем он садится на автобус до города Тихуана, где, рассмотрев дом в форме женщины, он направляется к границе между США и Мексикой, она же «занавес тортильи». Там он встречает опасных нелегальных иммигрантов «Цыплят», пытающихся незаконно попасть в Соединённые Штаты и уклониться от пограничного патруля. После этого Пейлин пересекает границу на законных основаниях в Сан-Диего и получает представление о границе с точки зрения американцев.
По пути на север в Лос-Анджелес, Майклу открывается вид на город с высоты птичьего полёта из вертолёта местного ведущего новостей. Затем он становится вовлечённым в захватывающую историю самолёта, приближающегося к аэропорту Van Nuys и приземляющегося на автостраду. Проехав по побережью Калифорнии, он достигает Сан-Франциско и моста Золотые Ворота. Затем он совершает экскурсию по знаменитой тюрьме Алькатрас и общается с двумя бывшими заключёнными. После Майкл посещает Кастро, скандально знаменитый своим гомосексуальным населением. Гид Пейлина знакомит его с местным полицейским-гомосексуалом, а затем показывает место, где проект «NAMES» возник в 1987 году. Из Сан-Франциско Пейлин летит в Сиэтл, где тестирует лётный тренажёр в штаб-квартире Boeing.
В Канаде Пейлину удаётся остановить поезд недалеко от Ванкувера в Британской Колумбии. В соседнем городе Сквомиш ему оказывают радушный приём на спортивном фестивале лесорубов, где он принимает участие в одной из гонок. Сев на поезд по направлению на север до Принс-Джорджа, он понимает, что чем ближе он подходит к завершению путешествия, тем более сокращаются его транспортные возможности. Он достигает пляжа Wales, самой западной точки Североамериканского материка. Однако, до острова Крузенштерна ещё 25 миль. Береговая охрана прибывает, чтобы доставить его туда. К сожалению, погода не располагает, и береговая охрана отменяет отправку. Хотя Пейлин продвинулся на две мили ближе, он считает, что в некотором смысле он достиг цели.
- В интервью к DVD Пейлин отметил, что это было несколько натянуто, что кругосветка не была завершена, ссылаясь на его неспособность войти в «Клуб Реформ» в конце «Вокруг света за 80 дней» и не достиг Игольного в «От полюса до полюса».

## Отзывы
DVD Talk дал весьма положительный отзыв. The A.V. Club рекомендовал зрителям прочитать сопроводительную книгу, чтобы получить полное представление.